# Frontera entre India y Sri Lanka
La frontera entre India y Sri Lanka son los límites internacionales entre la República de India y la República Democrática Socialista de Sri Lanka, dichos límites son casi completamente marítimos, a excepción de una pequeña franja de tierra conocida como puente de Adán.

## Historia
Los acuerdos de límites marítimos entre India y Sri Lanka se firmaron en 1974 y 1976 para definir la frontera marítima internacional entre los dos países. Los tratados sobre límites marítimos eran necesarios para facilitar la aplicación de la ley y la gestión de recursos, y para evitar conflictos, en las aguas, ya que ambos países se encontraban muy cerca del océano Índico, particularmente en el estrecho de Palk.
El primer acuerdo se refería al límite marítimo en aguas entre el puente de Adán y el estrecho de Palk, y entró en vigor el 8 de julio de 1974. El segundo acuerdo, que se firmó el 23 de marzo y entró en vigor el 10 de mayo de 1976, definió los linderos en el golfo de Mannar y la bahía de Bengala.
India, Sri Lanka y Maldivas firmaron otro acuerdo para la determinación del punto de cruce triple en el golfo de Mannar en julio de 1976. Más tarde, en noviembre, India y Sri Lanka firmaron otro acuerdo para extender la frontera marítima en el golfo de Mannar.

## Acuerdos
Los acuerdos resumidos son:
| Tipo de acuerdo                                                                                 | Fecha de firma            | Fecha efectiva       |
| ----------------------------------------------------------------------------------------------- | ------------------------- | -------------------- |
| Límite en aguas históricas del estrecho de Palk entre los dos países y los asuntos relacionados | 26/28 de junio de 1974    | 8 de julio de 1974   |
| Límite marítimo en el Golfo de Mannar y la bahía de Bengala y asuntos relacionados              | 22 de marzo de 1976       | 10 de mayo de 1976   |
| Determinación del punto de tri-unión entre India, Sri Lanka y Maldivas en el golfo de Mannar    | 23/24/31 de julio de 1976 | 31 de julio de 1976  |
| Extensión del límite marítimo en el golfo de Mannar                                             | 22 de noviembre de 1976   | 5 de febrero de 1977 |